# Claude Roy (homme politique)
Pour les articles homonymes, voir Roy et Claude Roy.
Claude Roy est un homme politique québécois né le 25 avril 1952 à Montmagny. À la suite de l'élection générale québécoise de 2007, il est devenu le député de la circonscription de Montmagny-L'Islet sous la bannière de l'Action démocratique du Québec.

## Biographie
Claude Roy a un baccalauréat en droit de l'Université d'Ottawa. 
Au début de sa carrière, il est représentant de commerce en automobiles, représentant pharmaceutique et médical, ainsi que représentant des ventes dans le domaine des articles de chasses et de pêches pour Hollander, Agrès Caribou et Monsen's Sporting Goods de 1986 à 1999. 
Amateur de chasse et de pêche, il est animateur des émissions Les vrais mordus, Les amants de la nature et Rendez-vous chasse et pêche à Télé-Mag, Canal Vox et Cogéco de 1987 à 2006. Il est fondateur et vice-président de Techni-Pêche de 1992 à 2006 et représentant publicitaire et animateur pour Télé-Mag à Québec de 1999 à 2002. Il est également fondateur et copropriétaire du magasin Les Amants de la Nature de 2001 à 2003, adjoint au président de Black Arrow-Green Trail à Sainte-Foy en 2002 et en 2003. puis responsable des relations publiques pour Paquet Nissan à Lévis en 2005 et en 2006.
De 1999 à 2005, il est membre de la Fédération québécoise de la faune. De 1999 à 2007, il est partenaire de la Fondation de la faune du Québec et membre et bénévole de Canards Illimités Canada de 2003 à 2006. Il est également partenaire de la Fondation Hydro-Québec pour l'environnement de 2003 à 2007. En 2006, il est moniteur de pêche à la mouche à l'école secondaire Les Etchemins et à la Maison des jeunes Point de mire.
En 2007, il est élu député de l'Action démocratique du Québec dans Montmagny-L'Islet. À l'élection générale québécoise de 2008, il est vaincu par le libéral Norbert Morin. Il se présente en tant que candidat indépendant dans Vanier en 2012, mais il se retire le 17 août.
Il est devenu porte-parole de l'opposition officielle en matière de faune et de parcs nationaux le 19 avril 2007, membre du Bureau de l'Assemblée nationale le 15 mai 2007 et membre de la Commission des affaires sociales le 23 mai 2007.